# Мельничук Андрій Анатолійович
Мельничук Андрій Анатолійович (нар. 31 травня 1975, м. Київ) — громадський та політичний діяч м. Києва.

## Освіта
У 1990 році закінчив дев'ятий клас Київської середньої школи № 57 з поглибленим вивченням англійської мови. Розуміючи, що якісна освіта — це основа добробуту людини, поставив собі за мету і поступив у 1990 р. до Технікуму електронних приладів, який закінчив у[1994 р. з червоним дипломом за спеціальністю «технік — технолог». З 1994 р. по 2000 р. навчався в Національному технічному університеті України «КПІ», ММІ за спеціальністю « інструментальне виробництво» та здобув кваліфікацію інженера -механіка. З 2006 р. по 2008 р. навчався в Київському національному торговельно-економічному університеті за спеціальністю «Фінансовий менеджмент», отримав другу вищу освіту та здобув кваліфікацію магістра з бізнес-адміністрування.

## Трудова діяльність
Почав заробляти на життя ще з часів навчання в школі: спочатку прибиральником, а згодом — двірником, після уроків розносив газету «Вечірній Київ». Наукові знання та чималий практичний досвід вирішив втілити у власній справі, яку започаткував у 2003 р
З 2003 р. до 2014 р. займався підприємницькою діяльністю.
- З 01.06.2008 по 01.06.2010 — директор ТОВ «Асмел» (мережа магазинів мобільного зв'язку;
- З 01.2010 — 11.12.2013 р. директор ТОВ «Рітейл — Кепітал»;
- З 15.02.2011 до 2014 р. директор ТОВ "Фінансова компанія "ТОВ «Рітейл — Кепітал»[2].

## Громадська та політична діяльність
Активною громадською діяльністю почав займатися у 2007 році, брав участь у житті району. У 2009–2012 рр. — керівник Голосіївського районного в м. Києві осередку ПП «Фронт змін». Як громадський діяч відстоював інтереси району при формуванні програм соціально-економічного розвитку та бюджету міста. У 2012–2013 рр. — керівник Київського міського осередку «Фронт змін».
Навесні 2014 року приєднався до команди Петра Порошенка і Віталія Кличка.У 2014 році був обраний депутатом Київської міської ради по одномандатному мажоритарному округу № 4 Голосіївського району.
У 2014 році був призначений т.в.о. голови Голосіївської районної м. Києві державної адміністрації.
Функціонує громадська приймальня за адресою м. Київ, пров. Василя Жуковського, 15. Працює вебсайт: https://web.archive.org/web/20150414055431/http://andriymelnychuk.com/